# 高橋由一
高橋 由一（たかはし ゆいち、文政11年2月5日〈1828年3月20日〉- 明治27年〈1894年〉7月6日）は、江戸生まれの日本の洋画家。狩野派を学んだ後に洋画の道へと邁進し、川上冬崖、チャールズ・ワーグマン、アントニオ・フォンタネージらに師事する。1873年には画塾天絵社を創設し、淡島椿岳や川端玉章といった洋画家を輩出した。代表作には重要文化財に指定されている『鮭』や『花魁』などがあり、近代日本洋画における開拓者と位置付けられている。

## 生涯

### 幼年期
由一のその生涯は晩年に本人によって回想され、息子源吉によって『高橋由一履歴』（以下『履歴』）としてまとめられた。由一の幼年期の記録は、こうした本人の記憶に大きく依拠している。『履歴』によると由一は下野国佐野藩の藩士、高橋源十郎の嫡男として文政11年（1828年）2月5日に誕生した。高橋家は新陰流の剣術を嗜んだ武家の家系で、代々藩の剣術師範を務める家柄であった。生地は江戸大手前の藩邸で、幼名は猪之助（のちに佁之助）と名付けられた。由一が物心付く前に両親は離縁し、婿養子であった父親とは離別したとしており、実母のタミおよび祖父母のもとで幼年期を過ごした。9歳の時には藩主堀田正衡の近習となった。水野忠邦の下で若年寄を務めあげた堀田は、洋画や蘭学に通じた開明的な人物であり、由一の人格形成に多大な影響を与えていたと見られている。

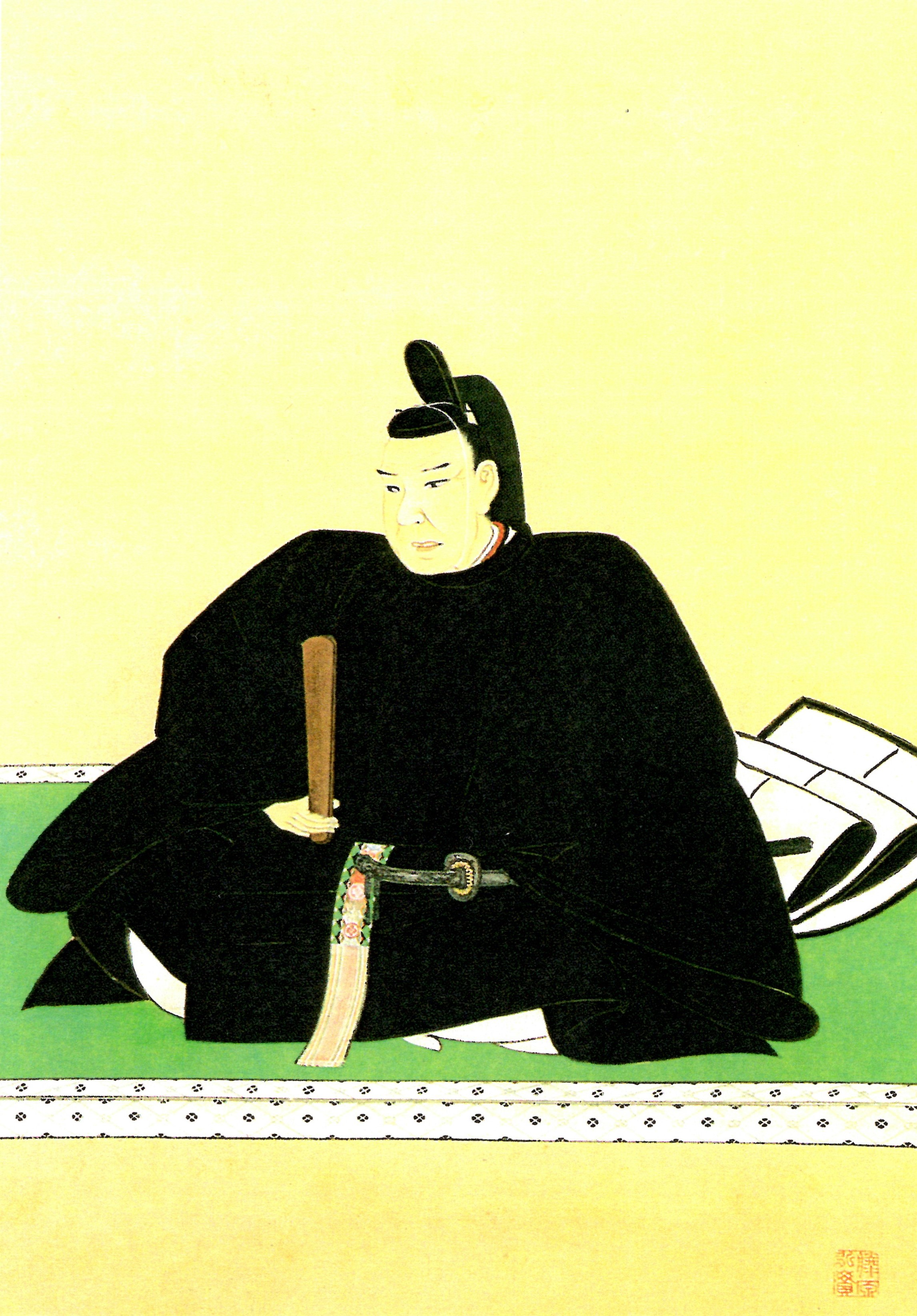
佐野藩藩主堀田正衡。由一が画家の道を志すにあたって大きな影響を与えた。

由一は幼い頃より画才に恵まれていたと回想しており、『履歴』では2歳の時に筆を持ったとしている。12歳から13歳ごろには堀田の下に出入りしていた狩野派の画家狩野洞庭、狩野探玉斎に師事した後、田安徳川家の絵師吉沢雪葊の下で北派系の絵画を学んだ。しかしながら当時は藩務が多忙を極め、かつ厳格な祖父源五郎が武道を棄てて絵の道へ行くことを良しとしなかったことから、思うような学習ができなかったと振り返っている。それでも「藍川」の号を用いて狩野派絵師として活動を行っていたことが分かっており、弘化4年（1847年）には広尾の稲荷神社に新しく建立した拝殿の天井絵などを手掛けていたことが確認されている。私生活では婚姻時期は未定ながらウメという名の女性と結婚し、安政5年（1858年）に後に由一と同じく洋画家となる長男の高橋源吉が誕生している。
そのような中、洋画家としての転機とも言える強烈な出来事があった事が『履歴』に「嘉永年間、或る友人より洋製石版画を拝観せしに、悉皆真に逼りたるが上に一の趣味あることを発見し、忽ち習学の念」と、記されている。美術史家の古田亮はこの記述について、マシュー・ペリーが黒船来航時に贈答品として持ち込んだ西洋の版画絵を観覧する機会があり、それを見た由一が大きな衝撃を受けたのではないかと推察している。一方、高階秀爾はその後の経歴から期間が空きすぎているとして、嘉永年間というのは由一の記憶違いであり、洋製石版画を見たのは蕃書調所に入所する直前の文久年間ではないかと疑義を呈している。

### 画学局時代

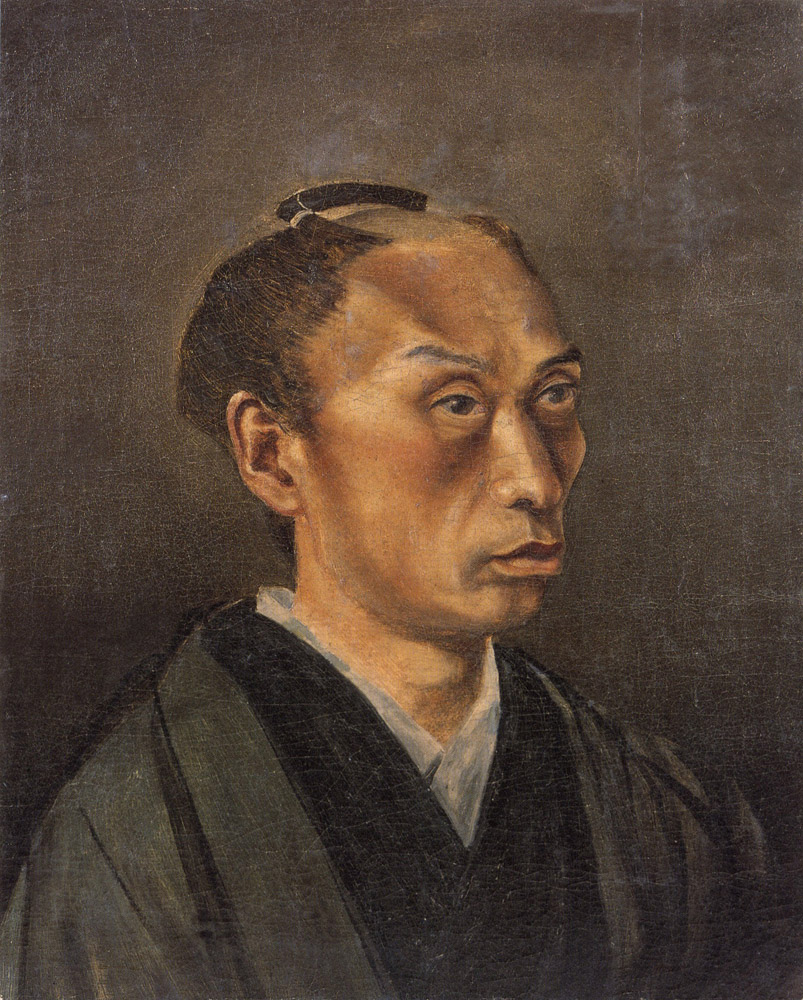
1866年から1867年ごろに制作されたとされる『丁髷姿の自画像』

文久2年（1862年）5月、江戸幕府は洋学研究機関の蕃書調所を護持院ヶ原に移転させ、その名を洋書調所と改めた。先の洋製石版画観覧を契機に洋画を学ぶ機会を模索していた由一は、様々な伝手を辿ってこの機関への入所方法を探っていた。八方尽くして甲斐国の真下専之丞という洋書調所の組頭と知り合った由一は、その伝手を頼りに文久2年（1862年）9月5日、新たに洋書調所内に設置された画学局に入局し、川上冬崖の下で洋画を修学することとなった。同僚には川村清雄、中島仰山、島霞谷、狩野友信、山上兵衛、間宮彦太郎、寺門三蔵、伊藤陪之助、遠藤辰三郎、服部新之助、曲淵敬太郎、近藤清次郎、宮本元道、若林鐘五郎、吉田修輔などがいた。懸命に励んだ由一は2か月ほどで「画学世話心得」を拝命し、翌年12月には助教にあたる「出役介」の地位を得ることとなった。
しかしながら洋画の「研究」は始まったばかりの分野であり、幕府の公的研究機関といえどもその運営は手探りの状態であった。油絵具や油液などの油彩画材はおろか、洋紙や鉛筆すら満足に用意することは出来ず、様々な代用品が考案されては試用されていた。油は司馬江漢が油絵制作時に使用していた密陀僧油、色料は日本画に用いられる通常の粉末顔料、これらを漆を塗る時に用いるへらを使用して練り、絵具を製作していた。また、絵皿には古い刺身皿が用いられ、パレットナイフには竹やクジラのひれが代用された。入局から1年ほど経過したころには田中芳男が立ち上げた博物図譜の制作プロジェクトに参画し、動植物の写生に注力した。その後慶応3年（1867年）にはパリ万国博覧会に画学局研究生の油絵作品が出展され、由一も『日本国童子二人一世那翁の肖像画を観て感あるの図』を出品している。この当時の由一は実直で攻撃的な性格をしており、教官や同僚の不正や怠慢を見過ごす事が出来ずに「叱責」「直訴」「告訴」が絶えず周囲との衝突を度々起こしていたことで、「憎まれ者」「大邪魔者」と評価を受けるほどであった。上官の一人が「理屈をこねる前に絵を描く勉強をする方が君にとって得益なのではないか」とたしなめたところ、「絵の事は精神のなす業であり、理屈をもって精神の汚濁を除去してはじめて正真正銘の画学を勉強することが出来る」と返したという逸話が『履歴』に紹介されている。

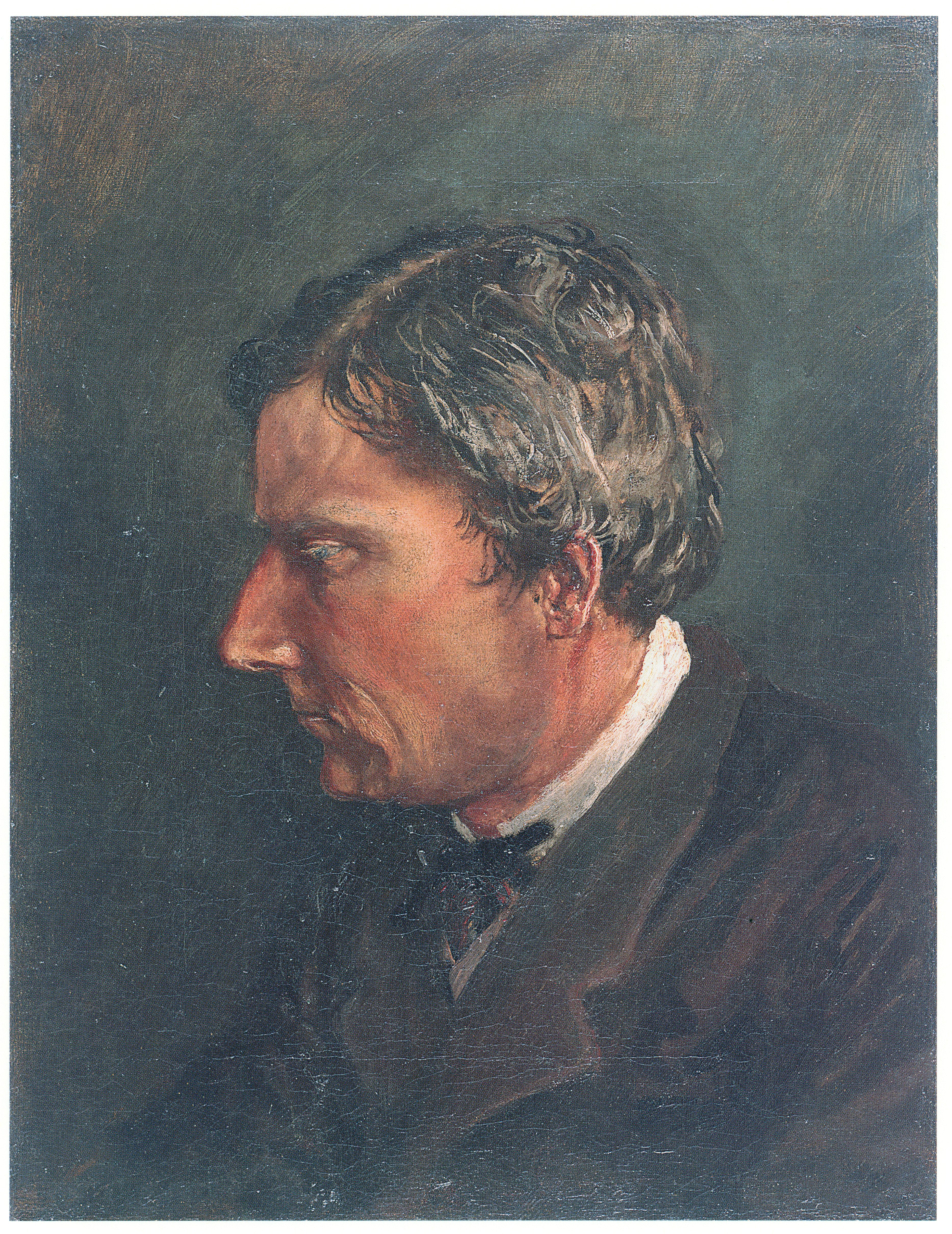
イギリス人画家のチャールズ・ワーグマン

### ワーグマンとの出会い
慶応2年（1866年）8月、由一は油絵の教師を紹介して貰うことを目的として実業家の岸田銀次が滞在する横浜居留地を訪れた。『履歴』には岸田銀次は「かねてからの親友」として突然登場しており、いつどのように知り合ったのかについては定かではない。銀次は当時の仕事仲間であった医師のジェームス・カーティス・ヘボンに相談したが快い返事は貰えず、二人で連れ立って近隣の外国人宅を回ったが、これはという人物に出会うことはできなかった。諦めて銀次と別れを告げた後、たまたま通りすがった知人の榊令輔と出会い、事の次第を話したところ「イギリス人画家のワーグマンという人物がいる」という情報がもたらされた。その足で仲通りに構えるワーグマン宅を訪ねた由一はアトリエに掛かる作品を見ていたく感激し、片言の英語と身振り手振りを交えて、持ち歩いていた自身の作品を見せながら指導を受けたいとワーグマンに願い出た。しかし言葉の壁は如何ともしがたく、相談した銀次からは通訳を雇って従学するよう勧められる。由一は銀次から紹介して貰った実業家の西村勝三と、勝三が手配した翻訳家の横山孫一郎を引き連れ、再度ワーグマン宅を訪れた。当初は入門を渋ったワーグマンだったが、由一のあまりの熱意に渋々了承し、以降ワーグマンより油絵の技術指導を受けることとなった。由一は江戸の藩邸から横浜のワーグマン宅まで足繁く徒歩で通い、指導を受けた。ワーグマンのもとには由一だけでなく、五姓田義松や二世五姓田芳柳、渡辺幽香、狩野友信なども指導を受けている。また、由一はワーグマンの他にアメリカ人画家アンナ・ショイヤーからも同時期に絵画の指導を受けていたことが『履歴』に記されている。
その後も貪欲に画法習得を求めた由一は慶応3年（1867年）1月、上海租界に居留する外国人画家に会って洋画修行をしたいという思いから、浜松藩と佐倉藩が編成する第四次上海使節団に加わり、生涯唯一の海外渡航を行った。由一の他、名倉予何人、大林虎次、伊藤甚四郎、安部保太郎、八木財次、串戸五左衛門、渡辺荘平、鏑木立本ら一行を乗せた旅客船ガンジス号は1月11日19時に横浜港を出港し、15日夜に上海へと辿り着いた。編纂した和英辞典の印刷を行うために別路で上海を訪れていた銀次とヘボンの思わぬ歓待を受けた由一は、本来の洋画修行を棚上げにして上海の街中を遊び歩いたという。銀次と別れた後に風景画のスケッチに精を出し、同年4月に日本へ帰国の途についた。また、同年オランダより帰国した内田正雄が持ち帰った西洋の油絵、水彩画、素描を観覧する機会を得て大変刺激を受けたことが記録されている。そして翌慶応4年（1868年）、明治維新によって明治改元が行われた後にそれまでの「佁之助」から「由一」へと名を改め、脱藩して佐野藩邸を出たことが『履歴』に記されている。この改名について古田は、時代の代わり、武士から平民への転身を契機として、己自身も画家として生まれ変わる覚悟の記しだったのではないかと推察している。

### 画家としての胎動

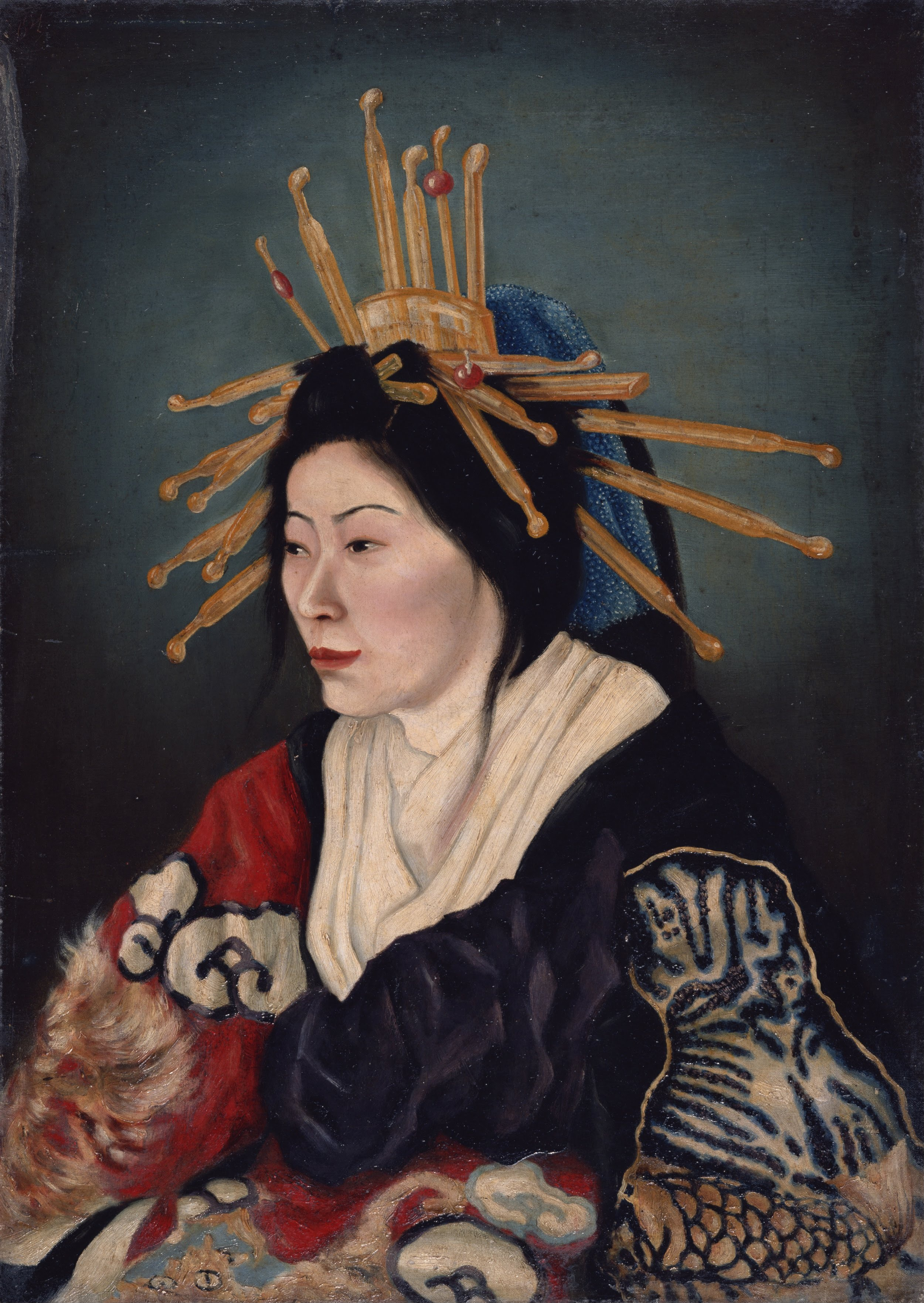
明治5年（1872年）に描いた『花魁』

しかしそのような決意とは裏腹に、思ったように絵は売れず、他の元武士同様、由一の生活は苦しい状況に陥ることとなる。画学局は開成所に改められた後に幕府解体に伴い一時閉鎖となったため、由一は銀次の伝手などによって民部省や大学南校の下級官吏の職に就くなどもしてみたが長続きせず、三百円ほどの借金を重ねて東京市内を転々とし困窮した生活を送っていたことが明らかとなっている。それでも少しずつ名は売れるようになり、明治5年（1872年）には依頼によって稲本楼の花魁小稲をモデルとした『花魁』を描き上げるなどしている。また、翌年開催予定となっていたウィーン万国博覧会に富士山を題材とした作品出品を委嘱され、その下図作成と、かねてより予定されていた関西古社寺宝物調査のため6月には東海地方、関西地方へと旅立った。由一は8月末に帰京した後、旅すがら写生したスケッチをもとに『富岳大図』という大作の油絵を描き上げているが、最終的にはその後に描いた『旧江戸城之図』『国府台真景図』が出品されることとなった。関西では太政官の蜷川式胤、内田正雄、町田久成らとともにウィーン万国博覧会に出品する古美術品の選定を行った。万博出品によってさらに名が知られるようになった由一は、明治6年（1873年）に開催された内山下町の博覧会に『牧牛図』を、明治7年（1874年）に開催された湯島聖堂の書画展覧会に『富士山真景図』を出品したほか、山岡鉄舟の依願によって宮内省に『海魚図』『甲子浦富岳図』『興津海岸』の作品を献上する等、画家としてその地位の確立と経済的な安定を手にすることができるようになった。

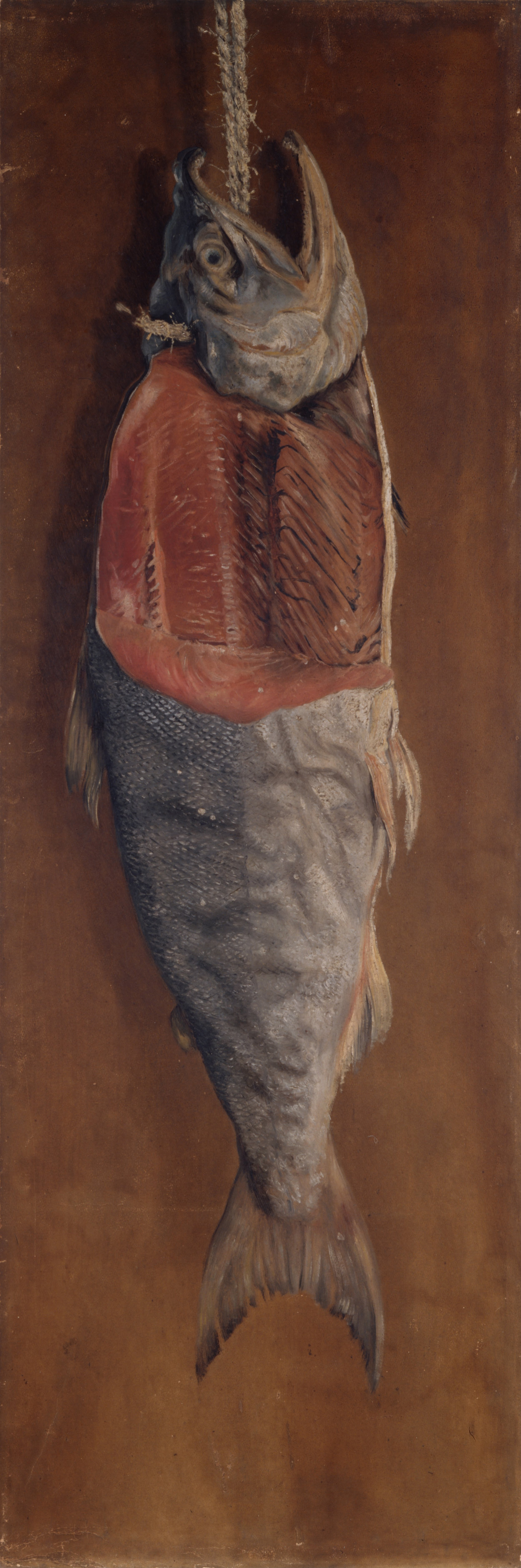
明治8年（1875年）から明治12年（1879年）ごろに描いたと見られる『鮭』

### 画塾の創設
画家として名が知られるようになった由一のもとには洋画を習いたいと申し出る者が現れるようになった。明治5年（1872年）ごろに入るとその数は十名を超えるほどになり、由一は効率的に指導するため、画塾を持つ必要性を感じるようになった。日本橋浜町に居を構えた一年後の明治6年（1873年）6月、由一は正式に塾を開設する決意を固め、新家屋を増築した。『履歴』には「画学場を天絵社と称し、楼を天絵楼と号して、画道を導かん」と記されている。由一は民部省の官吏時代に既に官営の美術学校運営を想定した「画学場基本楽規則概略」という文書を作成しており、その時代から画塾の開設を夢想していたと見られている。門人牒には明治13年（1880年）までの天絵社の生徒となった弟子の名が記されているが、そこには淡島椿岳、川端玉章、岡本春暉、幸野楳嶺、荒木寛畝ら128名の名が並んでいる。子女に向けても広く門戸を開いたと見られ、紀伊新宮藩の藩主水野忠幹の妻鉢子などをはじめ、15名ほどの名が門人牒から読み取ることが出来る。
画塾の運営は手探りの状態であったが、何よりも油絵に使用する画材の調達が深刻な問題であった。門人となった淡島椿岳の息子、淡島寒月が残した回想録『梵雲庵昔語り』では輸入絵具の五号チューブが1本50銭ほどであったとしている。高価な絵具を使用していては油絵の普及が遠のくと感じていた由一は、国内生産の道を模索し始め、絵具染料問屋の村田宗清や伊藤藤兵衛に協力して画材の国内開発を推し進めた。その甲斐もあり、村田は明治9年（1876年）に日本初の画材製造会社を設立し、伊藤も明治11年（1878年）に「伊藤彩料舗」という絵具の製造販売店を立ち上げた。
明治9年（1876年）5月、天絵社の教職員と学生が描いた絵画を展示し、父兄親戚を始めあまねく衆庶に披露する展示会を月例で開催する旨の広告が打たれ、天絵社主宰の月例展示会が始まった。この月例展は明治14年（1881年）まで継続され、由一も毎月3点ほどの作品を出品し続けた。5年間で150点を超える作品を残したこの時期が、由一の画業においてもっとも制作に集中できた時期であったと古田は指摘している。後に重要文化財として由一の代表作となる『鮭』などもこの時期に制作されている。

### フォンタネージとの出会い

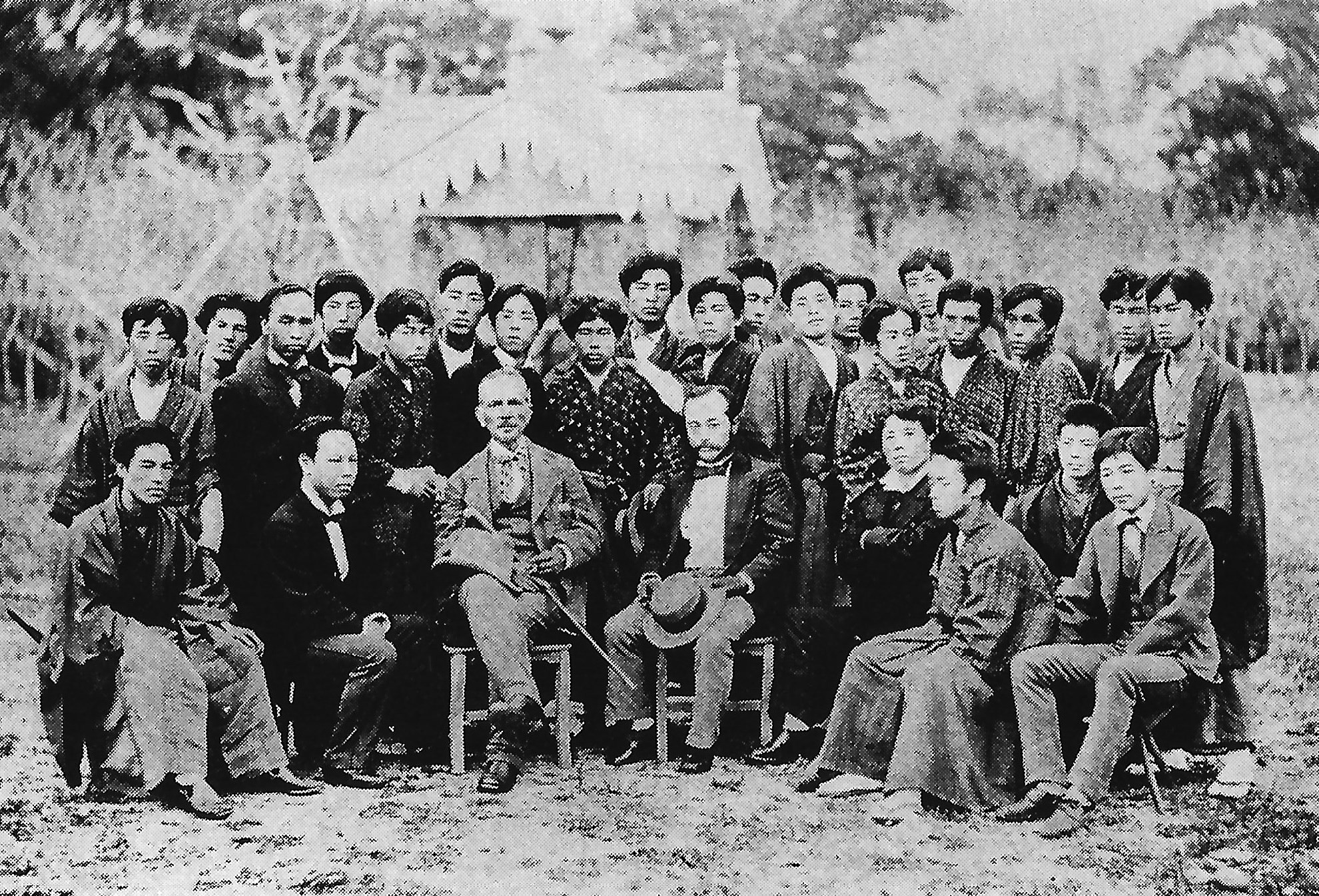
明治11年（1878年）に撮影された工部美術学校の集合写真。前列左から三番目がアントニオ・フォンタネージ

明治9年（1876年）9月に日本最初の美術専門教育機関である工部省所管の工部美術学校が設立された。絵画専門の美術教師として招聘されたイタリア人画家アントニオ・フォンタネージの来日を聞きつけた由一は、イタリア公使のアレッサンドロ・フェ・ドスティアーニ伯爵を通じて交流を重ねた。フォンタネージの日本滞在は2年間という短いものであったが、『履歴』には「厚く交りを結びたり」と記されており、手厚い技術指導を受けたと見られている。
天絵社はその後も順調に生徒を獲得していき、明治11年（1878年）11月に施設の増築を行い、翌年6月には天絵学舎と名を改めた。こうした増築費用は瀬戸内海の海運業を背景とした豊かな財源を持っていた四国の金刀比羅宮に油絵を奉納することで支援をとりつけるなどしてまかなった。また東京大学の哲学講師として来日したアーネスト・フェノロサとの出会いもこの頃で、洋画論を語り合うなど親交を重ねたが、思想の違いにより深くかかわることはなかった。『履歴』には「自後弥、洋画勧誘談の為め親交を結びしが（中略）フエネロサ氏は日本画奨励説に変ぜしより、前約遂に解くるに至れり」とあり、天絵学舎で海外における美術史の沿革公演などを行う調整を進めていたが、洋画排斥論を唱えるなどしたことで関係が自然消滅したことが記されている。

### 洋画の陰り
明治6年（1873年）より金刀比羅宮の宮司となった深見速雄は、宮の刷新事業のひとつとして琴平山博覧会の開催を企画し、大きな賑わいを見せた。明治12年（1879年）に開催された第二回博覧会では由一も三十七点の油絵作品を出品し、うち三十五点を奉納することで画塾の増築費用獲得に成功している。しかしながら新校舎建設用にと想定していた金額には遠く及ばなかったため、由一はさらなる資金調達のため東奔西走していた。明治13年（1880年）冬には由一自ら琴平まで赴いて資金援助を懇願し追加で複数点の油絵を奉納したが、色良い返事を貰うことはできなかった。年が明けて失意のまま帰京した由一は、間を置かずに6年間続けていた月例展示会の中止を決めた。残されている天絵学舎の文書にはその理由として「昨今洋画が隆盛してきたため観客が学生の作品に意を注がなくなった」ことを挙げている。さらにはこの頃より盛り上がりを見せた復古思潮と欧化政策の反転は西洋画家たちに冬の時代をもたらした。西洋画の展覧会への出品拒否なども相次ぎ、画塾の運営そのものが厳しいものとなっていった。結局そのまま天絵学舎が勢いを取り戻す事は無く、明治15年（1882年）に事実上の休校、明治17年（1884年）に廃校の届けが提出されている。廃校の理由には「都合により」とのみ記されていた。古田は日本画を賛美する国風伝統主義の広がりが、洋画に対する社会的支援が得られ難い状況へと繋がったことが天絵学舎の急激な規模縮小の背景にあったのではないかと推論している。
明治14年（1881年）7月、山形県令三島通庸の委嘱によって山形県と福島県を繋ぐ新道の記録画制作のため、由一は東北地方へと旅立った。栗子隧道の開通式には明治天皇が臨席し、昼食場所には由一が描いた『栗子山隧道の油画』が掲げられた。この絵は後に宮内省によって買い上げられたほか、山形県だけでなく宮城県からも県庁や県内風景画の依頼が舞い込むなど、東北旅行は大きな成果を挙げたと言える。さらに明治17年（1884年）には三島から東北全域にわたる新道開発事業の記録を残すよう依頼され、由一は三ヶ月で1,000キロ以上を歩き回り、128点からなる東北三景風景画シリーズ、『鑿道八景』などを完成させた。こうした依頼を引き受けた背景には洋画業界の斜陽を立て直す企図があったものと思われるが、三島は依頼した仕事以外の由一の嘆願を悉く無視したため、思うような結末にはならなかった。洋画普及のため全国を駆け回った由一であったが明治24年（1891年）ごろより病気がちとなり、明治27年（1894年）7月6日午後7時30分、荒川区東日暮里の自宅でその生涯に幕を閉じた。遺骨は広尾の祥雲寺に葬られ、「喝」と一文字だけが刻まれた墓石が建てられた。

### 年表

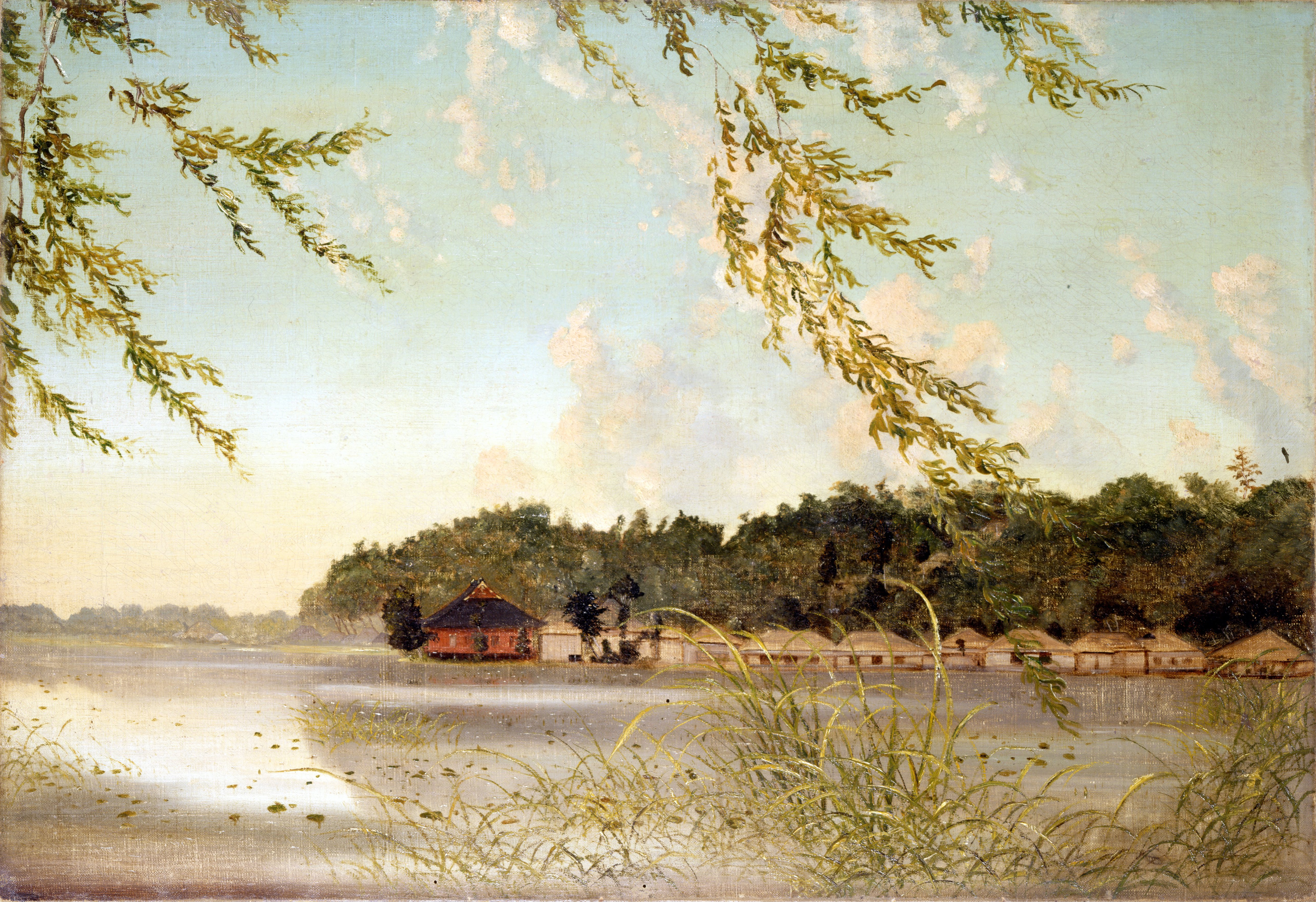
アントニオ・フォンタネージとの別れの際に贈った『不忍池図』

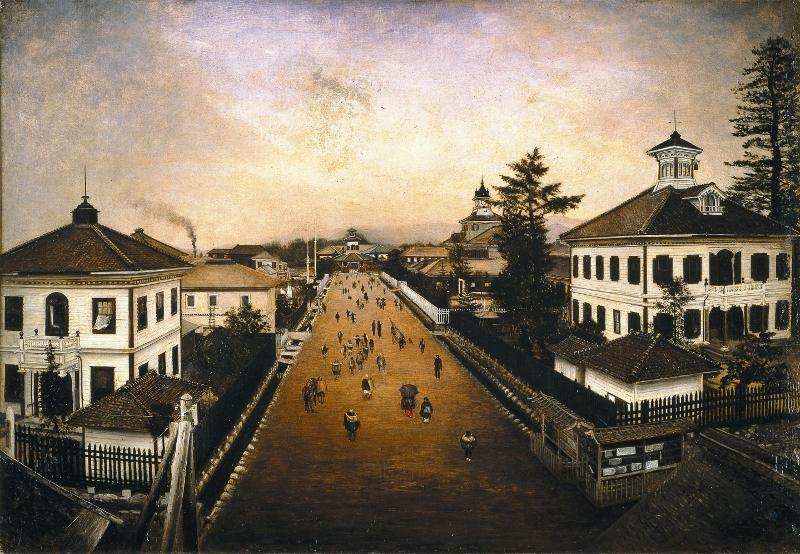
山形県の委嘱により描き上げた『山形市街図』

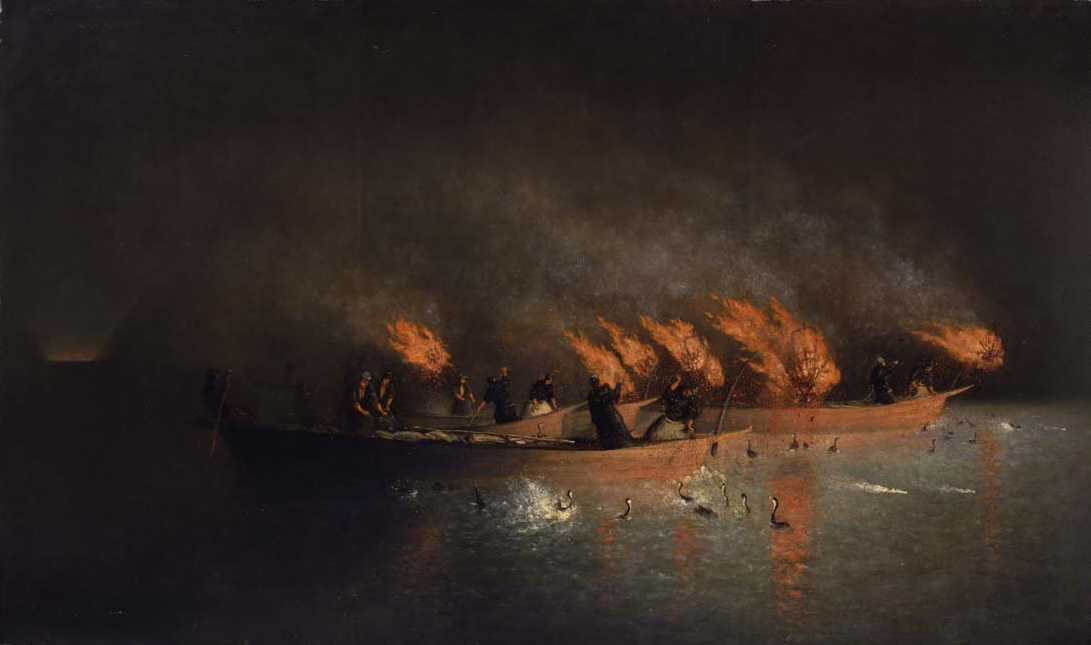
天皇に献納予定で制作した『長良川鵜飼図』

ここに取り上げた年表で特に脚注の無い記述は古田亮『高橋由一 - 日本洋画の父』の「高橋由一年表」を参照している。
- 文政11年（1828年）2月5日、下野国佐野藩の江戸藩邸で誕生。父親は藩士の高橋源十郎。
- 天保10年（1839年・12歳）絵画修行を開始し、狩野洞庭、狩野探玉斎に師事する。
- 弘化4年（1847年・20歳）広尾稲荷神社拝殿天井画『墨龍図』を手掛ける。
- 嘉永元年（1848年・21歳）画業専念と洋画の習得を決意する。
- 安政2年（1855年・28歳）祖父源五郎死没、10月に安政の大地震の様子を写生する。
- 安政5年（1858年・31歳）長男源吉誕生。
- 文久2年（1862年・35歳）真下専之丞の紹介により洋書調所画学局に入局する。
- 文久3年（1863年・36歳）長女鈫誕生。
- 元治元年（1864年・37歳）開成所の公務により博物図譜の制作に携わる。
- 慶応2年（1866年・39歳）チャールズ・ワーグマンと出会い、師事。
- 慶応3年（1867年・40歳）第四次上海使節団の一員として渡航。
- 明治元年（1868年・41歳）次女鉄誕生。脱藩し、芝新銭座に転居。
- 明治3年（1870年・43歳）民部省の官吏に就く。
- 明治4年（1871年・44歳）民部省を免官し、大学南校の画学掛教官に就く。
- 明治5年（1872年・45歳）『花魁』を描く。三女鉚誕生。ウィーン万国博覧会の準備のため東海地方へ旅に出る。
- 明治6年（1873年・46歳）ウィーン万国博覧会に『旧江戸城之図』『国府台真景図』を出品。画塾天絵社を創設。
- 明治9年（1876年・49歳）天絵社にて月例展が始まる。アントニオ・フォンタネージと出会い、師事。
- 明治10年（1877年・50歳）第1回内国勧業博覧会に『甲冑図』『東京十二景』『不二山遠望ノ図』を出品。花紋賞牌受賞。
- 明治11年（1878年・51歳）フォンタネージ帰国、『不忍池図』を贈る。
- 明治12年（1879年・52歳）第2回琴平山博覧会に三十七点の作品を出品。アーネスト・フェノロサと出会う。
- 明治14年（1881年・54歳）第2回内国勧業博覧会に『江堤』を出品。妙技二等賞受賞。山形県令三島通庸の委嘱により東北地方へ旅に出る。
- 明治15年（1882年・55歳）天絵学舎を下谷宗源寺に移転し、事実上の休校とする。
- 明治17年（1884年・57歳）天絵学舎廃校。再び三島通庸の依頼により東北地方へ旅に出る。
- 明治18年（1885年・58歳）北豊島郡坂本村に転居。
- 明治20年（1887年・60歳）山形を旅する。
- 明治24年（1891年・64歳）岐阜へ赴き、天皇・皇后に献納するための『長良川鵜飼図』『養老瀑布』を製作するが、濃尾地震により献納中止。
- 明治26年（1893年・66歳）賞勲局より洋画普及の功績が認められ、銀盃下賜。
- 明治27年（1894年）7月6日、北豊島郡日暮里村の自宅で死去。享年67歳。

## 人物

### 特性

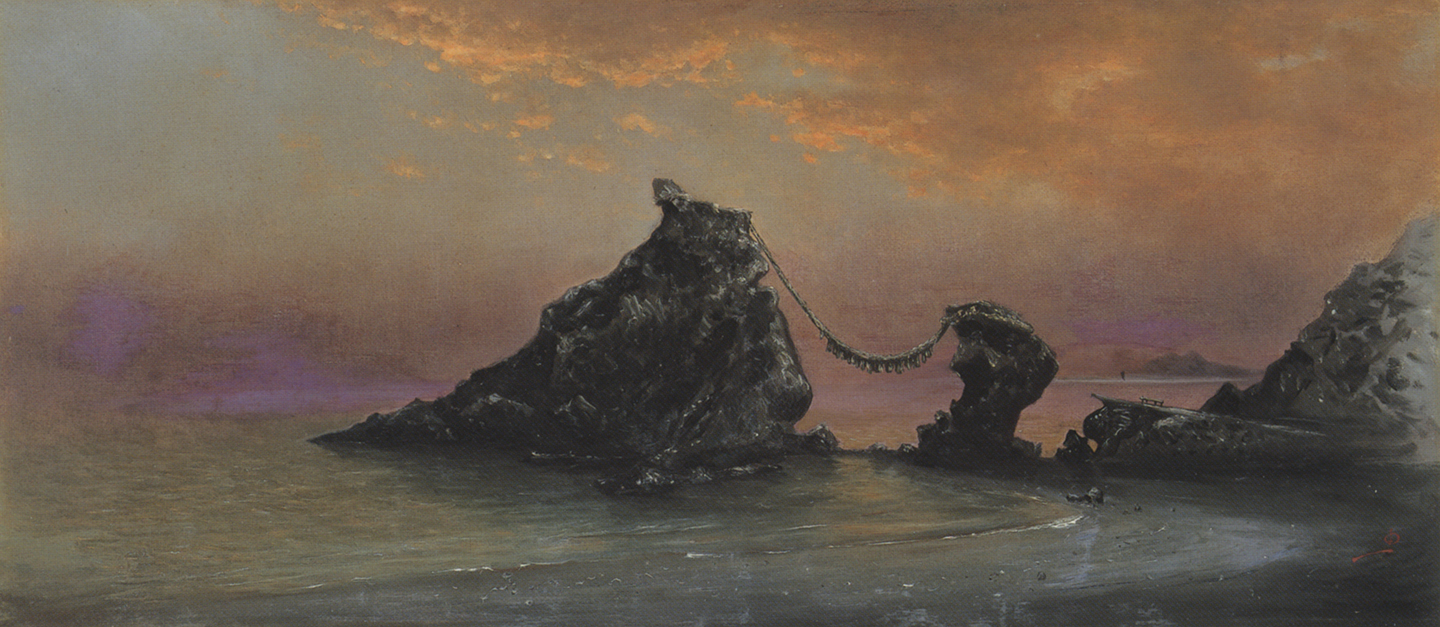
横長に描かれた『二見ヶ浦』

大正時代以降の日本の画家の油絵は、絵具の乾きが遅いという点を油絵の弱点と捉えていたため、いかに早く画面を乾燥させるかに最大限の関心を払っていた。このため溶き油に揮発性油を用いる、乾燥剤を多用する、絵具に含まれる油を抜いて使用するなどの手法が用いられたが、この結果、耐溶性の無い壊れやすい作品が氾濫した。一方由一ら明治初期の画家は伝統的な製法で作られた絵具を用いていたため、耐溶性に優れるという特性を持っていた。由一が具体的にどのような製法で作られた絵具を用いていたかについては資料が残されていないが、由一が絵画技法についてのメモを残した『写生帖』から、乾性油を中心として樹脂油を混ぜ込んだものを使用していたのではないかと類推されている。
また、質感表現や点景描写にこだわりを持った作品づくりをしていたことが、天絵社で月例展を開催していた際の由一の出品作品を見た平木政次や彭城貞徳らの回想から伺い知ることが出来る。風景画においては前景に存在する樹幹や草などの質感を強調した構成を取っている点や説明的な点景描写を描きこんでいる点が描写の特徴といえる。美術史家の歌田眞介は、こうした由一の油絵の特徴について「黒田清輝以降の油絵にはない、身近な人間や自然が息づいた、絵を読み、絵を解く楽しさを無条件に味あわせてくれる」と指摘している。
その他、『鮭』のような縦長の作品や、『二見ヶ浦』のような横長の作品に代表されるように、由一の作品は規格で定められた寸法から逸脱する作品が多く見られる。これらの洋画は、欄間や床の間に自然に掲示できるよう、日本の和風建築物に合わせた大きさで描かれたものであり、由一作品の大きな特性のひとつと言える。

### 研究史

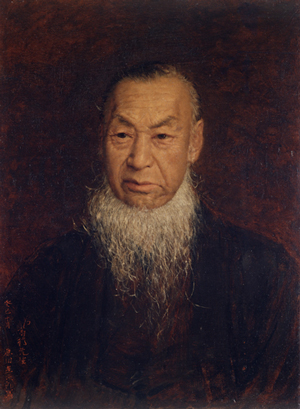
原田直次郎による『高橋由一像』（1893年）

由一の死後、息子の源吉によって明治32年（1899年）に「高橋由一翁追善展覧会」という名の作品展示会が催されたが、規模も内容も伝わっておらず、詳細については判っていない。由一を主題とした展覧会はその後65年間開催されることはなく、存在は闇に葬られたかのように見えた。明治26年（1893年）にフランスから帰国した黒田清輝によって日本洋画の在り方そのものを塗り替えるほどの進展を見せ、「黒田以前」「黒田以後」のような見方がなされるようになり、由一ら「黒田以前」の洋画家は「洋画風」と蔑まれ、顕彰に値しないという意見が大勢を占めた。忘れられかけた由一に脚光を当てたのは神奈川県立近代美術館の副館長を務めていた美術史家の土方定一である。神奈川県立近代美術館が昭和39年（1964年）に開催した高橋由一の回顧展を契機として、「黒田以前」という偏った捉え方ではなく、高橋由一という芸術家の画業そのものや作品の魅力やその意義について改めて見直すべきだという気運が高まった。翌年、同館の館長となった土方定一は、高橋由一に関する伝記史料と作品所在を徹底的に調査するよう館員に指示し、昭和46年（1971年）に「高橋由一とその時代」展を開催した。昭和47年（1972年）にはこうした成果が取りまとめられた初の画集が刊行された。こうした流れに呼応するように1967年に『鮭』が、1972年に『花魁』が国の重要文化財に指定されている。古田はこうした指定についても文化財専門審議会専門委員であった土方の力が大きく寄与したのではないかと推察している。
由一研究の原資料としては息子の源吉がまとめた『高橋由一履歴』、由一がその人生をかけて取り組んだ洋画拡張運動に関する資料がまとめられた『高橋由一油画史料』があるが、古田は、ひとりの画家についての一次資料がここまで遺存している例は他にないとしている。

### 家族
由一の父親は下野国佐野藩の藩士、源十郎で高橋家に婿養子で迎え入れられた。母親の名はタミ（または民子）。高橋家は佐野藩主堀田家に仕える家柄で、由一の生まれた江戸の藩邸は靖国神社の向かいに位置するおよそ3,500坪の広大な敷地内にあったとされる。両親は由一が3歳に満たない頃に離婚し、由一は祖父母、実母の養育のもとに成長した。祖父は源五郎と言い、新陰流を収めた弓、剣術の達人であったという。
妻のウメ（またはむめ）は小幡嘉門の長女と記されており、天保8年（1837年）8月11日生まれ。婚姻時期についての詳細は判っていない。一男四女をもうける。長男源吉は安政5年（1858年）11月12日生まれ。由一から洋画法を学び、明治10年（1877年）工部美術学校に入学、明治12年（1879年）からは由一の画塾天絵学舎の助教授に就任している。由一の晩年には由一が語る回想をまとめ上げ、『履歴』として上梓した。由一の没後は明治美術会に所属したが、画家としての力量は乏しかったようで、目立った活躍もしていない。明治25年（1893年）前後に由一が源吉に宛てた手紙が残されており、そこにも「絵を描くのは辞めて画商になってはどうか」とする旨の文章がつづられている。明治30年代前半に実業家へ転向する旨の宣言を行ったが、以降の足取りは判っていない。晩年は東北地方を放浪していたようで、大正2年（1913年）12月5日に宮城の石巻で没したとされる。また、放浪時に持ち歩いていた由一の作品を旅先で処置に困った末に海に投棄するなど、かなりの数を逸失させたのではないかとも推察されている。
四人の娘については長女が文久3年（1863年）6月28日に誕生したフミ（婦美、ふむ、文、鈫）、次女が明治元年（1868年）1月13日（または1月10日）に誕生したテツ（鉄）、三女が明治5年（1872年）6月3日（または6月20日）に誕生したリュウ（りう、鉚）、四女が生年不詳のギン（銀）といった。フミについては天絵学舎で絵画を学び、展覧会に出品したという記録が残されているが、作品については遺存していない。由一は洋画に関する膨大な手紙や史料を残していたが、妻や娘についての手掛かりとなる文書はほとんど残さなかった。

## 評価
歴史の中に埋没された由一を再評価し、現代における由一評を形作った美術史家の土方定一は、由一について「徳川中期以後に登場する最後の洋画家であり、明治初期の最初の洋画家」であったとしている。また、永らく由一について研究している美術史家の古田亮は、由一の作品は決して技術的に優れたものではないとしつつ、実証的研究の豊富さや現代において語られる由一論の幅の広さなどからその人気の高さを指摘している。また、由一の描く作品や史料から読み取れる人間性や言動は、鑑賞者を突き放したり、苛立たせたり、不安にさせる要素を孕んでいるが、そうした要素が一層作品に対する興味と関心を抱かせるのではないかと指摘した。由一の作品の技法解明に取り組んできた美術史家の歌田眞介は、由一の油絵は緻密で美しいマティエールを持ち、日本の風土に適合した優れた耐久性を持っていると語っている。
画家の菊畑茂久馬は、由一が描いた『丁髷姿の自画像』や『花魁』について日本洋画の近代化を阻害する題材を選定した上で「内臓を引っ張り出したようなグロテスクな絵」に仕上げていると評しており、近代主義や進歩主義で塗り固められた明治近代史観の犠牲になった画家であると評した。また、『豆腐』や『鮭』に代表されるように、卑俗な生活道具や庶民の食べ物を画題の中心に据えて描いた例はあまりなく、当時西洋画を志した日本の油絵画家の中では稀有な存在であったことを指摘している。美術史家の北澤憲昭は由一が晩年に歴史画や国家的要人の肖像を残している点について言及し、テクノクラート的な使命感を背負って作品制作を行っていたと指摘している。史学者の河野元昭は、『高橋由一油画史料』に収められた洋画普及のために四方八方に送達したおびただしい量の内願書、建言書、趣意書、嘆願書、上申書、依頼状、斡旋願の類から、洋画普及という未踏の荒野を突き進む開拓者精神を感じ取ることができる同時に、由一の絵画功利主義の一面を垣間見ることが出来ると評している。

## 作品

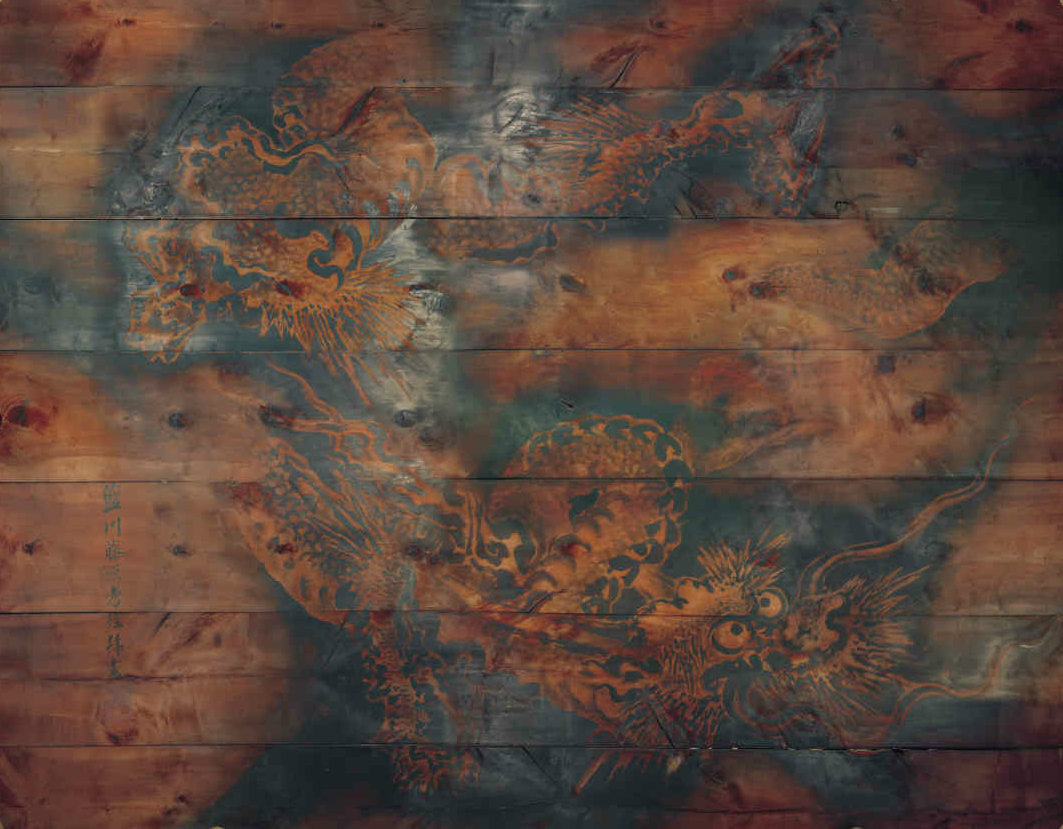
広尾稲荷神社拝殿の天井に描かれた『墨龍図』

由一が制作した作品は『履歴』にその画題が掲載されているが、遺存している作品が限られていることや、実物に落款が無いことなどもあり、同定が極めて困難となっている。本節での画題は特に断りが無い場合は『履歴』の記載に従い表記する。

### 画学局以前
- 『墨龍図』

弘化4年（1847年）、広尾稲荷神社拝殿天井画。狩野派の様式で水墨技法を用いて制作しており、落款として「藍川藤原孝経拝画」の署名と「藍川」の朱印が確認できる。

### 画学局時代
- 『洋法調錬図』『麹町三番町風景』『花卉果物写生図』『丁髷姿の自画像』（『丁髷姿の自画像』のみ笠間日動美術館所蔵）

慶応2年（1866年）ごろの制作。ワーグマンやショイヤーに師事した頃の作品と見られ、『丁髷姿の自画像』は遺存している。
- 『日本国童子二人一世那翁の肖像画を観て感あるの図』

慶応3年（1867年）、パリ万国博覧会の出品作品として制作。

### 民部省時代

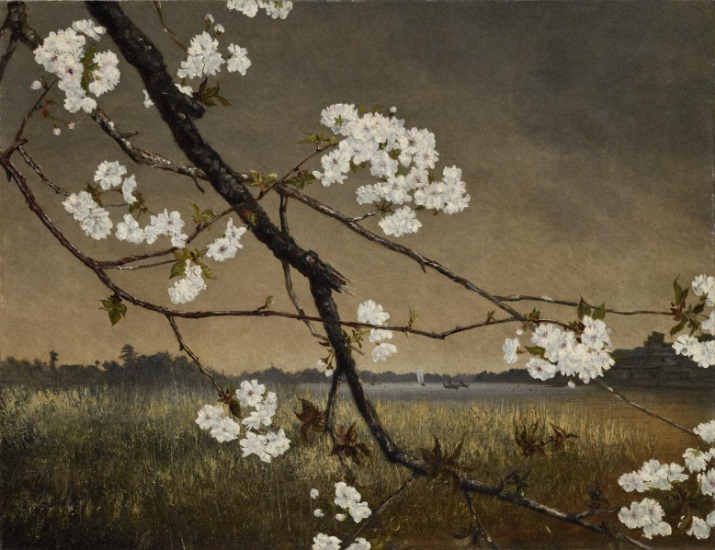
『墨水桜花輝燿の景』（府中市美術館所蔵）

- 『ナイヤガラ瀑布』『ヒマラヤ山』

明治4年（1871年）、招魂社で開催された大学南校物産展への出品作品として制作。この他にも3点の作品を制作したと見られる。
- 『牧牛図』

明治4年（1871年）、実業家由良守応の依頼により制作。前項の2点とともに『ヒマラヤの図』『世界第二の大瀑布』『牧牛図』として翌年に開催された日本最初の博覧会に出品。『牧牛図』は明治6年（1873年）の内山下町の博覧会にも出品した。
- 『花魁』（東京芸術大学所蔵、重要文化財）

明治5年（1872年）、某人の依頼として、吉原稲本楼の花魁、小稲をモデルとして作成。
- 『富岳図』

明治5年（1872年）から明治6年（1873年）、ウィーン万国博覧会出品用の作品として制作。
- 『旧江戸城之図』『国府台真景図』（東京国立博物館所蔵）

明治5年（1872年）制作。『旧江戸城之図』は古くは横山松三郎制作の作品と考えられていたが、『写生帖』に「汐見櫓」の図が見られる点などから由一作と改められている。
- 『根津権現』（東京芸術大学所蔵）

明治5年（1872年）から明治6年（1873年）のものと思われる水彩画。

### 天絵社時代

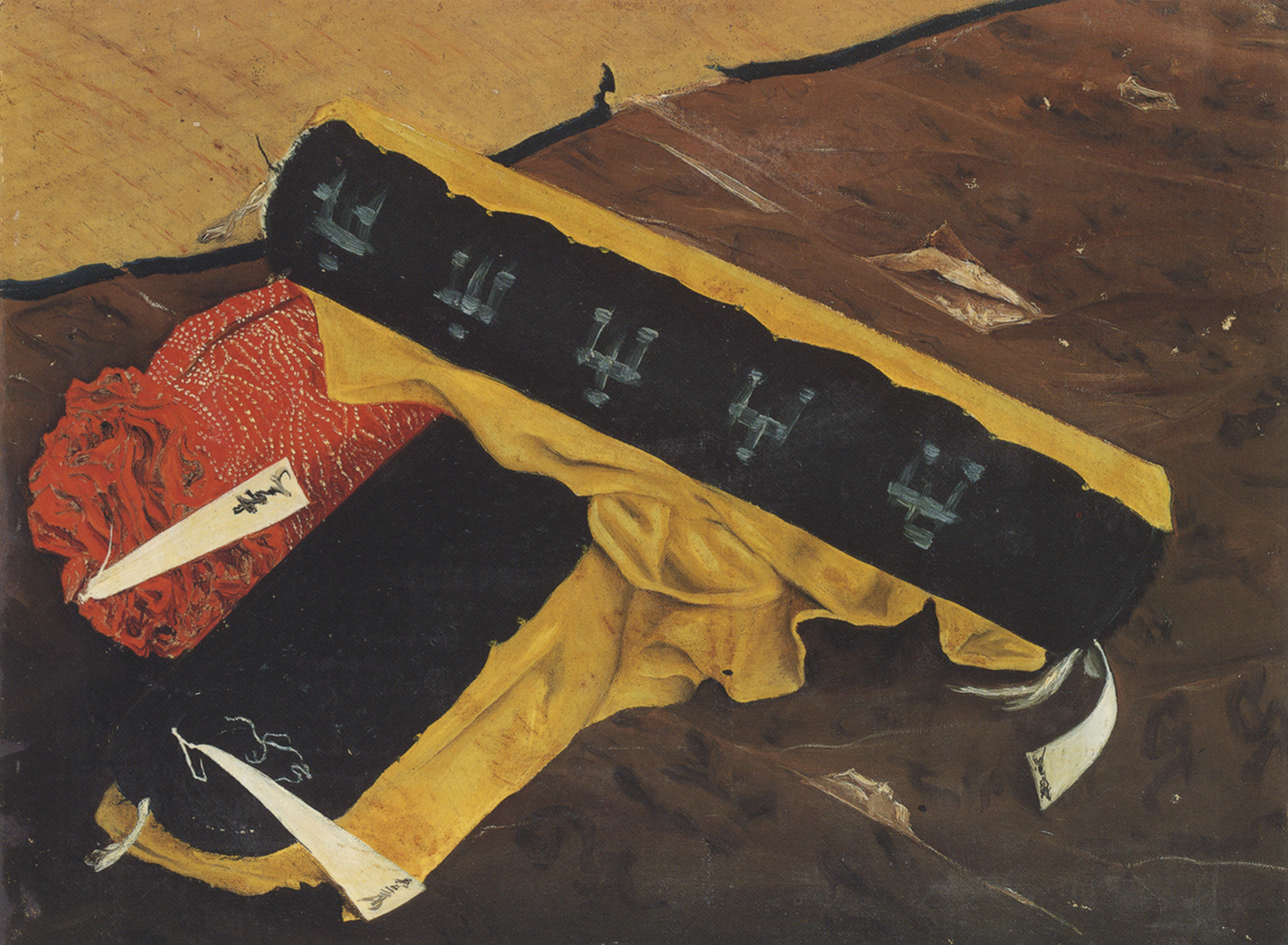
『巻布』（金刀比羅宮高橋由一館所蔵）

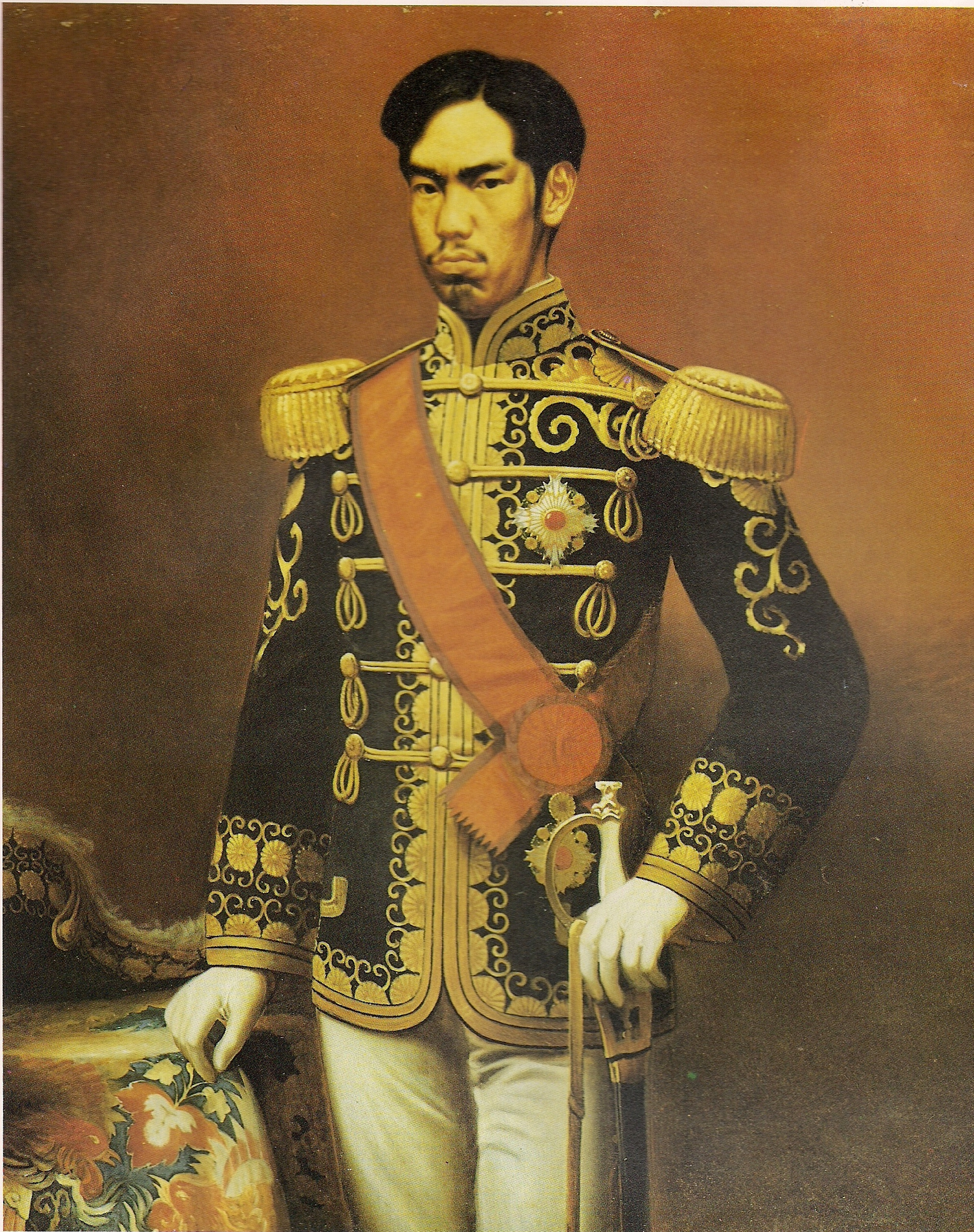
『明治天皇御影』（宮内庁所蔵）

- 『海魚図』

明治6年（1873年）、宮内省に献上するために制作。
- 『真崎稲荷社ノ景』（福井市立郷土歴史博物館所蔵）

明治6年（1873年）の徳川慶喜作と伝えられてきていたが、その後の調査により筆致が異なる点や、由一の残した『写生帖』に素描が見られる点などから由一作と考えられるようになった。
- 『真崎の渡』（町立久万美術館所蔵）

明治6年（1873年）から明治7年（1874年）ごろの作品とされるが、明治9年（1876年）に天絵社月例展に出品した『真崎の継橋の雨の景』ではないかとする指摘もある。
- 『富士山真景図』『象の図』など

明治7年（1874年）、湯島聖堂における書画展出品のため、『富士山真景図』など14点の油絵を制作。『象の図』は墨画で、『洋人捕象図』として東京国立博物館に収蔵されている。
- 『海魚図』『田子浦富岳図』『興津海岸』

明治7年（1874年）、山岡鉄舟の手引きにより宮内省に献上し、賞典を下賜。
- 『墨水桜花輝燿の景』『待乳山遠望の図』（『墨水桜花輝燿の景』は府中市美術館所蔵）

明治7年（1874年）、東本願寺法主の命により上納。
- 『日蓮上人像』

明治8年（1875年）、妙法寺に奉納。
- 『日吉丸の図』『ナイヤガラ瀑布図』『華厳滝図』『霧降滝図』『観瀑図』など

明治8年（1875年）、石版画に傾注し制作。

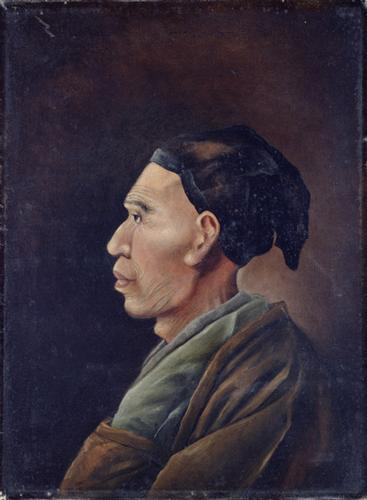
『司馬江漢像』（東京芸術大学所蔵）

- 『鮭』（東京芸術大学所蔵の作品は重要文化財）

明治8年（1875年）、第4回京都博覧会出品作品として制作。『鮭』図はこれまで3点発見されており、東京芸術大学、山形美術館、笠間日動美術館がそれぞれ所蔵している。
- 『乾魚図』

明治8年（1875年）、国沢新九郎の洋画展出品作品として制作。翌年の浅草花屋敷の油絵展にも同名の作品を出品。
- 『初代玄々堂像』（神戸市立博物館所蔵）

明治8年（1875年）ごろ、銅版画家の松本保居（初代玄々堂）の肖像画と見られ、裏書に「高橋由一画／松田敦朝父儀平之像」と墨書がある。
- 『司馬江漢像』（東京芸術大学所蔵）

明治8年（1875年）から明治9年（1876年）ごろに制作されたものと見られる蘭学者司馬江漢の肖像。
- 『提燈に釣鐘の図』『滝野川図』

明治9年（1876年）、観虹亭油絵展出品作品として制作。
- 『高尾の紅葉の景』

明治9年（1876年）、五姓田義松主催の「真画集覧会」に出品。
- 『雪景』

明治9年（1876年）ごろの制作と思われる東京国立博物館所蔵作品。
- 『神戸布引瀑布』

明治10年（1877年）、ブラジルに転出するアーネスト・フェノロサのために制作し、贈呈。
- 『東京十二景』『甲冑（武具配列図）』『不二山遠望の図』

明治10年（1877年）、第1回内国勧業博覧会に出品。『東京十二景』は六曲一双屏風仕立の作品。出品作品と永年の洋画拡張の功績が評価され、花紋賞を受賞する。『甲冑』は同年招魂社に奉納。その後、『東京十二景』はパリ万国博覧会に出品し、売却した。『甲冑』は『甲冑図』として靖国神社遊就館が所蔵している。
- 『驟雨図』

明治10年（1877年）ごろ制作。
- 『斃義士半身像』

明治11年（1878年）、近衛局の命により制作し、上納。
- 『二見ヶ浦図』（金刀比羅宮高橋由一館所蔵）

明治11年（1878年）、金刀比羅宮に奉納。
- 『桶に鯰図』『夏木立に虹の図』

明治11年（1878年）、両国の中村楼で開催された小林永濯の書画会に出品。
- 『不忍池図』

明治11年（1878年）、フォンタネージより『イタリア風景図』を贈られ、返礼として贈呈する。
- 『浴湯図』（東京芸術大学所蔵）

明治11年（1878年）制作。
- 『山谷堀夜雨』ほか（金刀比羅宮高橋由一館所蔵）

明治12年（1879年）、金刀比羅宮に油絵35点を奉納。「履歴」では『山谷堀夜雨』『墨堤桜花』『本牧海岸』『愛宕望嶽』『吾妻森』『芝浦夕陽』『木下川』『金沢』『洲崎』『関屋里』『浅草川暮景』『牧ヶ原望嶽』『中洲月』『鎧袖塔』『鱈梅花』『魚菜』『横須賀』『布引一ノ滝』『桶中梅花』『浅草遠望』『田子富士』『一ノ谷』『綾瀬』『枕崎』『首尾松』『梅椿』『火打具』『墨堤雪』『巻布』『左官』『枯木鳩』『なまり』『屋上月』を上納したと記載あり。同年の琴平山博覧会にこれらを含む油絵37点を出品。
- 『鮭の図』ほか

明治12年（1879年）、京都東山の双林寺で開催された洋画展に『鮭の図』ほか16点を出品。
- 『半身肖像』『相州海岸景』

明治13年（1880年）、上野公園で開催された第1回観古美術会出品作品として制作。
- 『桜花図』

明治13年（1880年）、宮城県博覧会に出品し、一等を受賞。同年、『海魚図』と併せて本作品を金刀比羅宮に奉納。
- 『明治天皇御影』

明治13年（1880年）、元老院に命じられ写真をもとに制作し上納。
- 『花図』（東京国立博物館所蔵）

明治13年（1880年）ごろの作品と考えられている。当初由一の作品かどうかについて議論があったが、他作品との額縁の相似などから由一作と唱えられている。
- 『深見速雄像』『琴陵宥常像』『琴平山遠望図』『月下隅田川』『琴平山石淵川之図』

明治14年（1881年）、琴平からの依頼により制作、『琴平山石淵川之図』を琴平に奉納。
- 『江堤』

明治14年（1881年）、第2回内国勧業博覧会に出品し、妙技二等を受賞。由一は夜景と解された審査評を不服とし、論争を起こす。

### 天絵社月例展

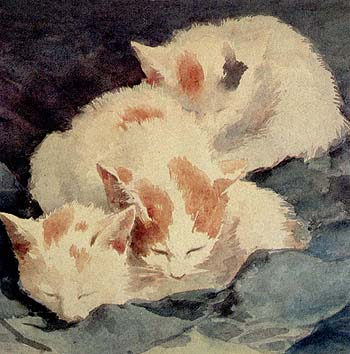
『猫の図』（笠間日動美術館所蔵）

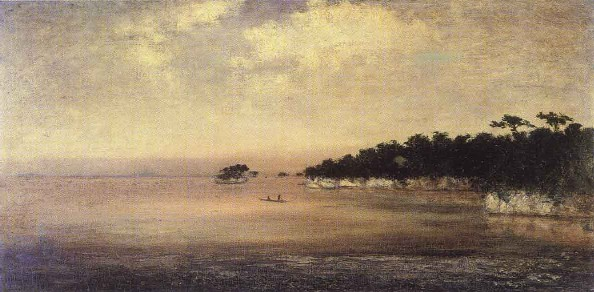
『松島』（宮城県美術館所蔵）

- 明治9年（1876年）

『蟹図』『古船図』『高雄の紅葉の景』『不忍池の冬の景』『真崎の継橋の雨の景』『神奈川の冬の景』『摂州湊川真景図』を出品。
- 明治10年（1877年）

『酒宴の図』『浅草川の夕景』『上野大仏の景』『鱈梅花の図』『傘提燈図』『不忍池暮景の図』『本牧十二天社の景』『魚菜の図』『江の島の景』『金屏浦図』『汽車乗客の図』『愛宕山上より臨む海面の図』『布引の滝の図』『生首の図』『田原坂の激戦を夢に見た図』『函館暁霧の図』『壮夫単身にて草賊を鏖する図』『百万塔の図』『神戸港遠望の図』『浅見関遠望』『幼稚苦楽図』『白紅綵纐図』『芝浦眺望図』『浚井図』『生干節図』『山谷堀の雨景』『魚菜の図』『薩摩芋の図』『官軍が火を人吉に放つ図』『鹿児島城山を焼く図』『大川端より両国を望む図』『吾妻の森の図』『気毬船の図』『塩鮭の図』を出品。
『官軍が火を人吉に放つ図』は広島県のウッドワン美術館所蔵。『江の島の景』は『江の島図』として1876年から1877年の作品として神奈川県立近代美術館に収蔵されている。
- 明治11年（1878年）

『愛宕望富嶽図』『鴨図』『唐崎古松図』『木下川の景』『花卉の図』『熱田の景』『二見ヶ浦の景』『業平橋の景』『椿花の図』『牧の原より富士を遠望する図』『猫の図』『花卉の図』『柳島の景』『箱根湖水の景』『人物の図』『洛西愛宕の図』『綾瀬川の図』『洲崎の図』『美人図』『関屋の里図』『横須賀図』『函嶺湯本の図』『一の谷の図』『紀伊国坂の夕景』『金沢海面図』『小梅村図』『富嶽図』『浅草川薄暮の図』『提灯の図』『枕橋の図』『中洲観月の図』『火打具の図』『首尾の松夜景』『小村井の図』『溜池の図』『鮭』を出品。
『鴨図』は山口県立美術館に収蔵されている。『枕橋の図』と同一かどうかは不明であるが、『枕橋』と題する水彩画が東京芸術大学に収蔵されている。
- 明治12年（1879年）

『洲崎日出の図』『鶴の図』『臥竜梅園中の図』『茗渓舟行の図』『佃島林熊吉の妻の肖像』『越中島練兵の図』『墨水の暮景』『白魚の図』『綾瀬橋の景』『本牧田畝図』『貝図』『桜花図』『墨水落花図』『大堰川図』『器物図』『富嶽の図』『函嶺雨景（山下の図）』『蟹の図』『虹図』『田子の浦の図』『研磨の図』『網船図』『美人図』『函嶺暁霧図』『洲崎の景』『欠伸の図』『墨水の景』『綾瀬川の景』『魚菜の図』『洲崎の景』『行徳浜の暁景』『浅草川の暮景』『花卉の図』『小梅村夕陽の景』『日比谷飾隊式の図』『墨水の冬景』を出品。
『器物図』は愛知県美術館が所蔵する『厨房具』ではないかと考えられている。
- 明治13年（1880年）

『江の島の景（江島岩窟図）』『海面日出の図（洲崎日出図）』『鯛の図』『函嶺の景』『待乳山の暮景』『盆栽の図』『山谷堀の雨景』『琵琶湖遠望の図』『翫物の図』『桜花の図』『神戸港遠望の図』『魚図』『亀戸村の景』『笋の図』『斧の図』『墨陀川之景』『不忍池の遠望』『大黒の像』『茂林の景』『清滝川の景』『勾玉の図』『池の端暮景（不忍之暮景）』『面の図』『烏帽子島の景』『綾瀬川之景』『酒匂川之景』『葡萄の図』『鯛の図』『亀の図』『紅葉の図（西京高尾之景）』『墨水の景』『花卉』『海浜の図』『夕陽富嶽の図（富嶽）』『高尾の秋景』を出品。
- 明治14年（1881年）

『洲崎日出の図』『墨水の図』『虹図』『焚火図』『江堤月夜図』を出品。

### 晩年

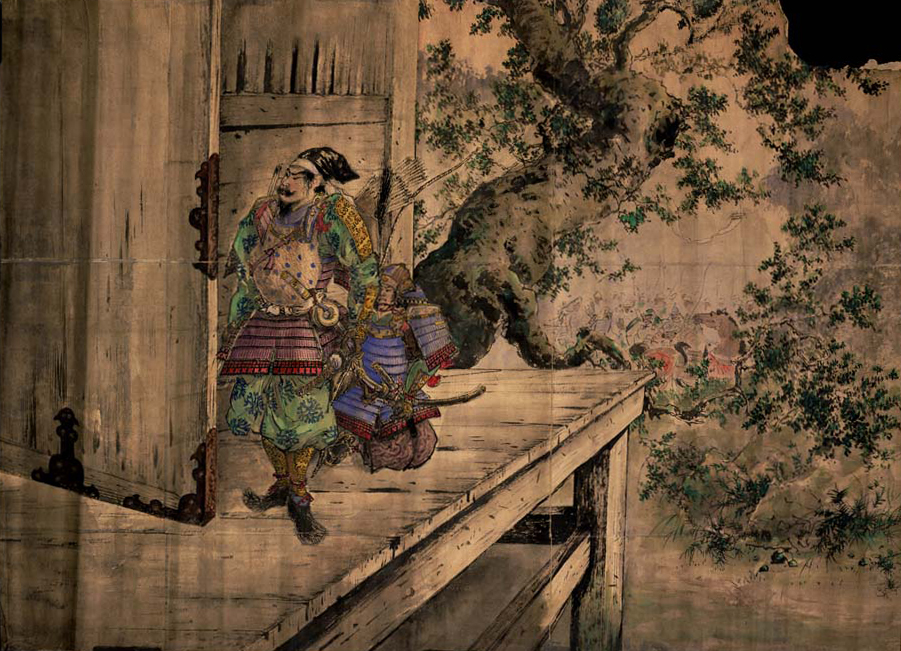
『楠木正行如意輪堂へ歌を題するの図』（三の丸尚蔵館所蔵）

- 『大久保利通像』『上杉鷹山像』ほか

明治14年（1881年）、山形県令三島通庸の依頼により肖像画ほか事業に係る県下新道の油彩画数点を制作。『栗子山西洞門』は宮内省にて買い上げ。
- 『宮城県庁門前之図』『松島』『松島五大堂図』

明治14年（1881年）、宮城県令松平正直の依頼により制作。
- 『中村逸斎像』

明治15年（1882年）制作。

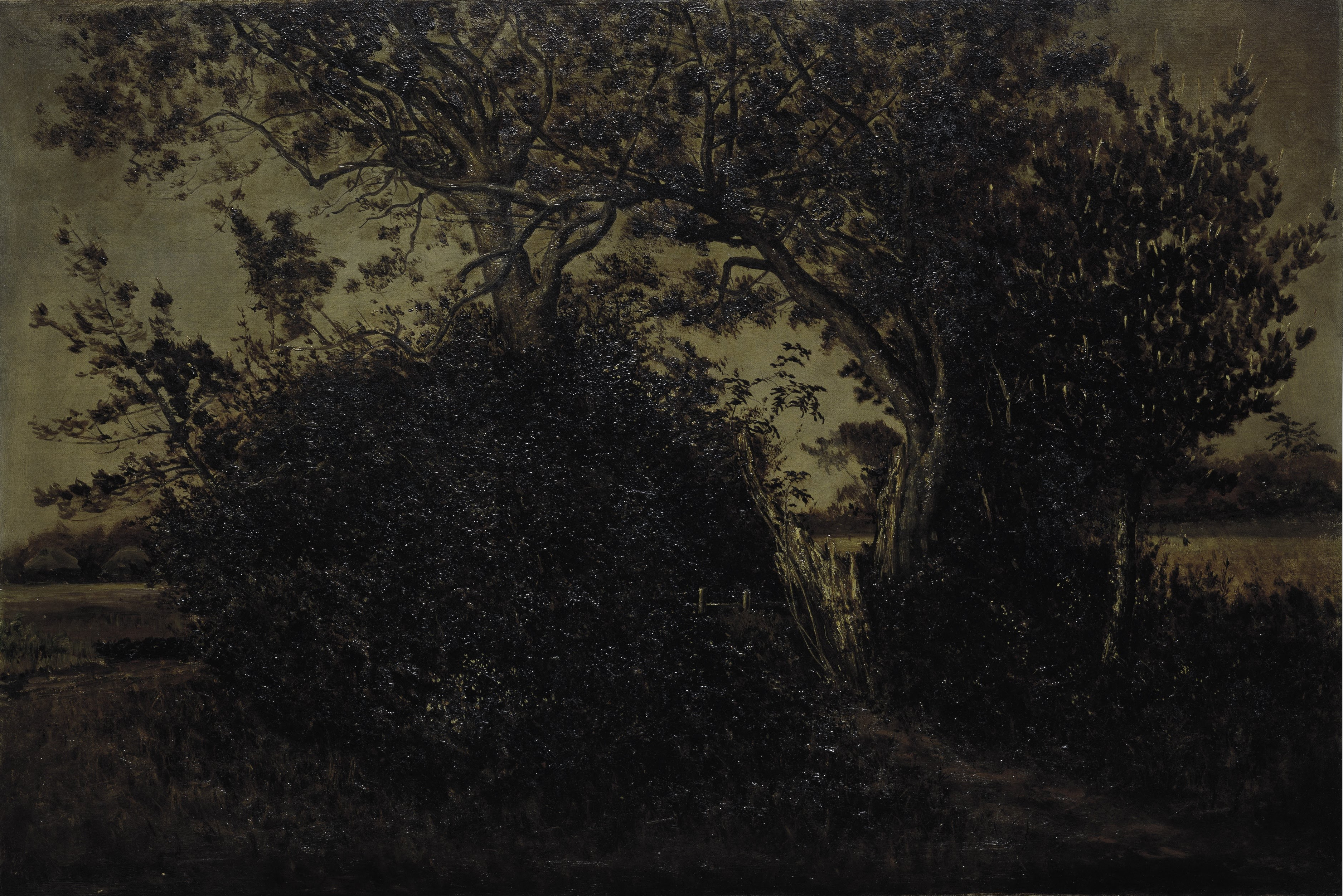
『下総国野手村内裏塚真景図』（島根県立美術館所蔵）

- 『下総国野手村内裏塚真景図』（島根県立美術館所蔵）

明治16年（1883年）宮内省に奉納。
- 『稲村なか像』

明治17年（1884年）制作。
- 『鑿道八景』ほか

明治18年（1885年）、栃木、福島、山形で行った写生に基づきシリーズものとして制作。
- 『明治十二年八月二十一日天皇・グラント将軍、陸軍戸山学校にて競馬天覧の図』

明治18年（1885年）制作。
- 『三県道路寛政記念帖』

明治18年（1885年）、手彩色石版画として128図、3冊にて玄々堂より上梓。
- 『松島』『嵐山』

明治20年（1887年）、東京府工芸品共進会出品作品として制作。
- 『寒河江平陰像』『小池虚一斎夫妻像』など

明治20年（1887年）から翌年にかけて山形県の楯岡村に滞在し、農商富豪の肖像など13点の注文を受け制作する。
- 『陸軍軍人服装図』

明治23年（1890年）から制作を手掛け、翌年10月に出版。
- 『長良川鵜飼図』『養老瀑布』

明治24年（1891年）、天皇皇后に向けた献納を企図し、制作に入るが濃尾地震により中止となる。『長良川鵜飼図』は由一没後に帝室博物館に寄贈。
- 『日本武尊』（東京芸術大学所蔵）

明治24年（1891年）ごろの国粋主義が主流となった時代の作品と考えられている。
- 『楠木正行如意輪堂へ歌を題するの図』『織田信長密勅を五老臣に伝ふの図』

明治25年（1892年）、前年より病に伏していたが、勅命により制作。同年に『楠木正行如意輪堂へ歌を題するの図』を、翌年に『織田信長密勅を五老臣に伝ふの図』を上納。